# Присила Пресли
Присила Пресли (на английски: Priscilla Ann Presley) е американска актриса и бизнесдама. Тя е бившата съпруга на Елвис Пресли, превърнала Грейсленд (къщата музей на Елвис Пресли) в една от най-големите туристически атракции в света. Тя е майка на певицата Лиса Мари Пресли. Като актриса участва във филмовата трилогия „Голо оръжие“ с Лесли Нилсен.
Биологичният ѝ баща Джеймс Уагнер е военен пилот, който умира, когато тя е на шест месеца. През 1948 г. майката на Присила се жени повторно за канадеца Пол Болийо и това е единственият баща, който Присила Пресли помни. Среща Елвис Пресли на 13 септември 1959 г., когато е само на 14 години. Мести се в Грейсленд в Тенеси през 1963 г. Сключват брак на 1 май 1967 г. в Лас Вегас. Дъщеря им Лиса Мари се ражда на 1 февруари 1968 г., точно девет месеца след сватбата. Развеждат се на 9 октомври 1973 г., а Елвис умира 4 години по-късно.